# Ivar Mathisen
Ivar Mathisen, né le 14 juin 1920 à Bærum et mort le 7 octobre 2008 dans la même ville, est un kayakiste norvégien pratiquant la course en ligne.

## Palmarès

### Jeux olympiques (course en ligne)
- 1948 à Londres
  -  Médaille d'argent en K-2 10 000 m [1]